# Hirtodrosophila nigripennis
Hirtodrosophila nigripennis är en tvåvingeart som först beskrevs av Kang, Lee och Bahng 1965.  Hirtodrosophila nigripennis ingår i släktet Hirtodrosophila och familjen daggflugor. Inga underarter finns listade i Catalogue of Life.